# جانی وینسنت (بازیکن فوتبال)
جانی وینسنت (انگلیسی: Johnny Vincent; ۸ فوریهٔ ۱۹۴۷ – ۲۳ دسامبر ۲۰۰۶) بازیکن فوتبال اهل بریتانیا بود.
از باشگاه‌هایی که در آن بازی کرده‌است می‌توان به باشگاه فوتبال بیرمنگام سیتی، باشگاه فوتبال آترستون تاون، باشگاه فوتبال میدلزبرو، و باشگاه فوتبال کاردیف سیتی اشاره کرد.